# Rafael Gómez Ortega
Rafael Gómez Ortega (Madrid, Espanya; 16 de juliol de 1882 - Sevilla, Espanya; 25 de maig de 1960), apodat Gallito, el Gallo o, més tard, el Divino Calvo, va ser un cèlebre torero espanyol, germà gran de Joselito i membre de la família Gallo. Era d'ètnia gitana per part de la seva mare, l'artista Gabriela Ortega Feria.
Va pendre l'alternativa a la Reial Maestranza de Sevilla el 28 de setembre de 1902, mentre que la confirmació la realitzà al 1904 a Madrid. Va ser un torero clàssic, molt complert, fidel al vell estil, si bé va aportar importants innovacions com la serpentina, el par del trapeci, els canvis de mà per l'esquena o el pase "del celeste imperio".
Es va casar amb l'actriu sevillana Pastora Imperio el 20 de febrer de 1911, però el matrimoni no arribà a l'any. La tràgica mort del seu germà Joselito l'any 1920 el trastocà i abatí profundament. Es va retirar el 4 d'octubre de 1936 a Barcelona, però un cop acabada la Guerra Civil realitzà nombrosos festivals junt a Juan Belmonte, gran amic i valedor seu.
Les seves restes mortals descansen al Cementiri de San Fernando de Sevilla, al mausoleu del seu germà Joselito, finançat per subscripció popular i realitzat per l'escultor valencià Marià Benlliure.